# Wonderful World
Wonderful World är en låt lanserad som singel av Sam Cooke 1960. Han skrev låten tillsammans med Herb Alpert och Lou Adler. Låten spelades in 1959 för att inkluderas på Cookes album The Wonderful World of Sam Cooke, och den blev en hit när den ett år senare släpptes som singel. Låtens titel missuppfattas ofta som "Don't know much about history", då det är första strofen i den första versen. Låten handlar om en man som inte vet så mycket om akademiska ämnen som historia, geografi och vetenskap, men som vet helt säkert att han älskar den kvinna låten sjungs till.
Låten har senare spelats in av en mängd artister, bland dessa kan nämnas Herman's Hermits (1965), The Supremes (albumet We Remember Sam Cooke 1965), Otis Redding (albumet Otis Blue: Otis Redding Sings Soul 1965), Bryan Ferry (albumet Another Time, Another Place 1974), Johnny Nash (1976), Art Garfunkel (albumet Watermark 1977), Jesse Malin (albumet On Your Sleeve 2008), och Rod Stewart (albumet Soulbook 2009). Låten finns med i filmen Deltagänget från 1978. 1985 användes låten även i filmen Vittne till mord, och detta ledde till att den åter blev en hit och nådde andraplatsen på brittiska singellistan. Låten var signaturmelodi till det svenska TV-programmet Röda tråden.
2004 blev Sam Cookes version listad som #373 i magasinet Rolling Stones lista The 500 Greatest Songs of All Time.

## Listplaceringar
- Billboard Hot 100, USA: #12[1]
- UK Singles Chart, Storbritannien: #27[2]